# Nichols, Wisconsin
Nichols är en ort (village) i Outagamie County i Wisconsin i USA. Vid 2010 års folkräkning hade Nichols 273 invånare.